# Fizeau (månekrater)
Fizeau er et fremtrædende nedslagskrater på Månen. Det befinder sig på den sydlige halvkugle på Månens bagside og er opkaldt efter den franske fysiker Hippolyte Fizeau (1819 – 1896).
Navnet blev officielt tildelt af den Internationale Astronomiske Union (IAU) i 1970.

## Omgivelser
Fizeaukraterets nærliggende betydende kratere er bl.a. Minkowski mod vest-nordvest og Eijkman mod sydvest.

## Karakteristika
Kraterets indre væg udviser mange terrasser i den nordlige halvdel, mens den sydlige rand er en glat skråning, som ender i nedfaldet materiale på kraterbunden. Over den sydvestlige rand ligger et lille, men fremtrædende krater, hvis indre sider danner terrassetrin, som dækker det meste af dets bund. Der ligger endvidere småkratere på randen mod nordøst og vest-sydvest.
Fizeaukraterets indre er forholdsvis fladt og indeholder kun nogle få bakker i den nordvestlige del samt en central top i kratermidten. Bunden i øvrigt er kun ramt af få småkratere.

## Satellitkratere
De kratere, som kaldes satellitter, er små kratere beliggende i eller nær hovedkrateret. Deres dannelse er sædvanligvis sket uafhængigt af dette, men de får samme navn som hovedkrateret med tilføjelse af et stort bogstav. På kort over Månen er det en konvention at identificere dem ved at placere dette bogstav på den side af satellitkraterets midte, som ligger nærmest hovedkrateret. Fizeaukrateret har følgende satellitkratere:
| Fizeau | Længde  | Bredde   | Diameter |
| ------ | ------- | -------- | -------- |
| C      | 56,1° S | 128,5° V | 22 km    |
| F      | 58,2° S | 124,5° V | 19 km    |
| G      | 59,2° S | 124,5° V | 54 km    |
| Q      | 59,8° S | 136,3° V | 28 km    |
| S      | 58,7° S | 139,9° V | 62 km    |

## Måneatlas
- Billeder af Fizeaukrateret i LPI-måneatlasset